# Matthieu Ricard
Matthieu Ricard (Aix-les-Bains, 15 de febrero de 1946) es un monje budista  francés que reside en el monasterio Shechen Tennyi Dargyeling en Nepal.

## Biografía
Es hijo del renombrado filósofo francés Jean-François Revel (Jean-François Ricard) y de la pintora Yahne Le Toumelin, por lo que creció rodeado de las ideas y personalidades de los círculos intelectuales franceses. Viajó por primera vez a la India en 1967.
Estudió en el Lycée Janson de Sailly de París. Obtuvo el doctorado en biología molecular en el Instituto Pasteur bajo el patrocinio del premio Nobel de Fisiología o Medicina François Jacob. Después de terminar su tesis doctoral en 1972, Ricard decidió abandonar su carrera científica y concentrarse en la práctica del budismo tibetano. Vivió en el Himalaya y fue discípulo de Kangyur Rinpoche, un maestro de una ancestral escuela budista de la tradición Nyingma. Después se convirtió en discípulo cercano de Dilgo Khyentse Rinpoche hasta su muerte en 1991. Desde entonces, ha dedicado sus esfuerzos a completar la visión de Khyentse Rinpoche.
Las fotografías de Ricard de los maestros espirituales, del paisaje y de la gente del Himalaya han sido publicadas en numerosos libros y revistas. Henri Cartier-Bresson dijo sobre su trabajo: «la vida espiritual de Matthieu y su cámara son uno, haciendo que sus imágenes sean fugaces y eternas».
Matthieu Ricard es el autor y fotógrafo de Journey to Enlightenment (El viaje hacia la Iluminación) y Moines danseurs du Tíbet (Los monjes danzantes del Tíbet), y del fotolibro: Himalaya bouddhiste (El Himalaya budista) como colaborador; así como el reciente Tíbet, an Inner Journey (Tíbet, un viaje hacia el interior). También es el traductor de numerosos textos budistas incluyendo The Life of Shabkar (La vida de Shabkar). El monje y el filósofo (Le Moine et le Philosophe), libro que recoge un diálogo con su padre, Jean-François Revel, fue un best-seller en Europa y fue traducido a 21 idiomas, y El infinito en la palma de la mano (L'Infini dans la paume de la main), en colaboración con Trinh Xuan Thuan, refleja su interés por la relación entre la ciencia y el budismo. Su libro En defensa de la felicidad (Plaidoyer pour le bonheur) también se convirtió en un best-seller en Francia.
Miembro del Mind and Life Institute, y asiduo participante de los encuentros y el desarrollo colaborativo entre científicos, estudiantes budistas y meditantes, sus contribuciones han aparecido en Emociones Destructivas (Destructive Emotions), editado por Daniel Goleman, y en otros libros de ensayo. Está involucrado en el estudio y desarrollo de los efectos del entrenamiento mental sobre el cerebro en varias instituciones :
- En las universidades norteamericanas de Madison-Wisconsin, Princeton y Berkeley[1]
- En Alemania en el Instituto Max Planck de Leipzig[2]
- En Bélgica en la Universidad de Lieja[3]
- En Francia en el INSERM[4] de Caen y Lyon[5]

### El hombre más feliz del planeta
En uno de estos estudios en la Universidad de Wisconsin, investigadores colocaron 256 electrodos en su cráneo y los sometieron a un aparato de imágenes funcionales por resonancia magnética nuclear (fMRI). Se encontró que Matthieu Ricard logró el más alto nivel de actividad en la corteza cerebral pre-frontal izquierda, lo que se asocia a las emociones positivas. La escala varía de +0.3 a -0.3 (beatitud), Matthieu Ricard alcanzaba resultados de -0.45, completamente por fuera de la escala, nivel nunca registrado en otro ser humano.
Los resultados de este estudio fueron publicados en 2004 por la Academia Nacional de Ciencias de los Estados Unidos.
Francia le otorgó la Orden Nacional del Mérito por su trabajo humanitario en Asia. Durante los últimos años, Ricard ha dedicado sus esfuerzos y los beneficios económicos de sus publicaciones a varios proyectos de desarrollo y asistencia en la India, Nepal y Tíbet con su asociación Karuna-Shechen: más de 250 proyectos humanitarios benefician a 300.000 personas en los campos de la educación, de la salud y de los servicios sociales (www.karuna-shechen.org). Desde 1989, ejerce como intérprete de francés del décimo cuarto dalái lama: Tenzin Gyatso, y es uno de los primeros monjes europeos en hablar y traducir el idioma tibetano.

## Obras

### Libros
- El arte de la meditación[7] (2009).
- En defensa de la felicidad[8] (2011).
- En defensa de Los animales[9] (2015).
- En defensa del altruismo[10] (2016).

### Libros colectivos
- El infinito en la palma de la mano (Matthieu Ricard y Trịnh Xuân Thuận)[11] (2001).
- Acción y meditación (André Christophe, Jon Kabat-Zinn, Pierre Rabhi, Matthieu Ricard)[12] (2015).
- Economía solidaria (Tania Singer y Matthieu Ricard)[13] (2015).
- Tres amigos en busca de la sabiduría (Christophe André, Alexandre Jollien, Matthieu Ricard)[14] (2016).
- El monje y el filósofo (Le Moine et le philosophe (1997), diálogo con su padre Jean-François Revel)[15] (2016).
- Cerebro y meditación[16] (2018).
- Transmitir: lo que nos aportamos unos a otros[17] (2018).

### Obras prologadas
- El Budismo explicado a los occidentales (Ringu Tulku Rimpotché, 2012).[18]
- Transformar la confusión en claridad (Yongey Mingyur Rinpoche, 2016).[19]
- Elogio de la lucidez (Ilios Kotsou, 2017).[20]

### Artículos
- (en inglés) Ricard, M., & Hirota, Y., Process of cellular division in Escherichia coli: physiological study on thermosensitive mutants defective in cell division. Journal of Bacteriology, 1973, 116(1), 314–322.
- (en inglés) Ricard, M., On the relevance of a contemplative science. Buddhism and Science: Breaking New Grounds, 2003, 261–279.
- (en inglés) Antoine Lutz, Lawrence L. Greischar, Nancy B. Rawlings, Matthieu Ricard, Richard J. Davidson, Long-term meditators self-induce high-amplitude gamma synchrony during mental practice, PNAS, 16 de noviembre de 2004, vol. 101, no. 46.
- (en inglés) Ekman, P., Davidson, R. J., Ricard, M. & Wallace, B. A., Buddhist and psychological perspectives on emotions and well-Being Archivado el 29 de octubre de 2018 en Wayback Machine.. Current Directions in Psychological Science 14, 2005, 59-63.
- (en inglés) Dambrun, M., & Ricard, M., Self-centeredness and selflessness: A theory of self-based psychological functioning and its consequences for happiness. Review of General Psychology, 2011, 15(2), 138.
- (en inglés) Ricard, M., The Dalai Lama: Happiness through wisdom and compassion Archivado el 29 de octubre de 2018 en Wayback Machine.. International Journal of Wellbeing, 2011, 1(2).
- (en francés) Dambrun, M., & Ricard, M., La transcendance de soi et le bonheur : une mise à l’épreuve du modèle du bonheur basé sur le soi centré-décentré. Les Cahiers Internationaux de Psychologie Sociale, 2012/1, no. 93, p. 89-102.
- (en inglés) Levenson, R. W., Ekman, P., & Ricard, M., Meditation and the startle response: A case study. Emotion, 2012, 12(3), 650-658.
- (en inglés) Klimecki, O. M., Leiberg, S., Ricard, M., & Singer, T. (2014). Differential pattern of functional brain plasticity after compassion and empathy training. Social Cognitive and Affective Neuroscience, 2014, 9(6), 873–879.
- (en inglés) Ricard, M., Lutz, A., & Davidson, R. J., Mind of the meditator Archivado el 22 de julio de 2020 en Wayback Machine.. Scientific American, 2014, 311(5), 38–45.
- (en inglés) McCall, C., Steinbeis, N., Ricard, M., & Singer, T., Compassion meditators show less anger, less punishment, and more compensation of victims in response to fairness violations. Frontiers in Behavioral Neuroscience, 2014, 8, 424.
- (en inglés) Ahuvia, A., Thin, N., Haybron, D., Biswas-Diener, R., Ricard, M., & Timsit, J., Happiness: An Interactionist Perspective. International Journal of Wellbeing, 2015, 5(1).
- (en inglés) Chételat, G., Mézenge, F., Tomadesso, C., Landeau, B., Arenaza-Urquijo, E., Rauchs, G., Gonneaud, J., Reduced age-associated brain changes in expert meditators: a multimodal neuroimaging pilot study. Scientific Reports, 2017, 7(1).
- (en inglés) Engen, H. G., Bernhardt, B. C., Skottnik, L., Ricard, M., & Singer, T., Structural changes in socio-affective networks: multi-modal MRI findings in long-term meditation practitioners. Neuropsychologia, 2018, 116, 26–33.